# Gilbert Elliot-Murray-Kynynmound (1751-1814)
Gilbert Elliot-Murray-Kynynmound, 1e graaf van Minto (Edinburgh, 23 april 1751 - Stevenage, 21 juni 1814) was een Schots politicus en diplomaat. Hij was de oudste zoon van Gilbert Elliot (1722-1777), een Schots staatsman, filosoof en dichter.
Rond 1763 werden Gilbert en zijn broer Hugh naar Parijs gestuurd waar zij gingen studeren. Hij studeerde ook aan de Universiteit van Oxford. In 1776 betrad hij het parlement als onafhankelijke Whig. Hier raakte hij bevriend met Edmund Burke. In 1794 werd Elliot aangewezen om Corsica te gaan besturen. Tot 1796 was hij vice-koning van het Anglo-Corsicaanse koninkrijk, tot de Fransen de Engelsen met veel moeite wisten te verdrijven van Corsica. In 1797 werd hij de eerste baron Minto en nam hij de extra namen 'Murray-Kynynmound' aan. Van 1799 tot 1801 was hij gezant in Wenen.
Rond eind 1806 werd hij aangesteld als gouverneur-generaal van Brits-Indië; in 1811 was hij ook korte tijd gouverneur-generaal van Nederlands-Indië, dat toen in Britse handen was. Hij regeerde met groot succes tot 1813. In datzelfde jaar werd hij beleend met de titels burggraaf Melgund en graaf van Minto.
Hij stierf op 63-jarige leeftijd te Stevenage en werd begraven in de Abdij van Westminster.
Gouverneur-generaal van de VOC

Both · 
Gerard Reynst · 
Reael · 
Coen · 
Carpentier · 
Coen · 
Specx · 
Brouwer · 
Van Diemen · 
Van der Lijn · 
Carel Reyniersz · 
Maetsuycker · 
Rijcklof van Goens · 
Speelman · 
Camphuys · 
Van Outhoorn · 
Van Hoorn · 
Van Riebeeck · 
Van Swol · 
Zwaardecroon · 
De Haan · 
Durven · 
Van Cloon · 
Patras · 
Valckenier · 
Thedens · 
Van Imhoff · 
Mossel · 
Van der Parra · 
Van Riemsdijk · 
De Klerk · 
Alting

 

Gouverneur-generaal van staatswege

Van Overstraten · 
Siberg · 
Wiese · 
Daendels · 
(Britse interventie: Raffles en Fendall) · 
Van der Capellen · 
De Kock · 
Du Bus de Gisignies · 
Van den Bosch · 
Baud · 
De Eerens · 
Van Hogendorp · 
Merkus · 
Jan Reijnst · 
Rochussen · 
Duymaer van Twist · 
Pahud · 
Prins · 
Sloet van de Beele · 
Prins · 
Mijer · 
Loudon · 
Van Lansberge · 
s'Jacob · 
Van Rees · 
Pijnacker Hordijk · 
Van der Wijck · 
Rooseboom · 
Van Heutsz · 
Idenburg · 
Van Limburg Stirum · 
Fock · 
De Graeff · 
De Jonge · 
Tjarda van Starkenborgh Stachouwer
- Bibliothèque nationale de France: cb10691896c (data)
- Biografisch Portaal: 02299773
- Gemeinsame Normdatei: 119079186
- International Standard Name Identifier: 0000 0000 8150 1253
- Library of Congress Control Number: n82081610
- Nationale Bibliotheek van Israël: 987007424558205171
- Nederlandse Thesaurus van Auteursnamen: 12785519X
- SNAC: w61c2grb
- Virtual International Authority File: 69731331
- WorldCat: E39PBJpPDWTGdmDMQ3kRXhbcfq